# Club Deportivo y Social Provincial Talagante
Club Deportivo y Social Provincial Talagante, eller enbart Provincial Talagante, är en fotbollsklubb från staden Talagante i Chile, grundad den 3 februari 2006, efter en sammanslagning av Talagante Ferro och Municipal Talagante, och spelar på Estadio Municipal Lucas Pacheco Toro som har en kapacitet på cirka 3 000 personer. Klubbens rivaler är Deportes Melipilla från den närliggande staden Melipilla, som ligger i samma region (Región Metropolitana).

## Historia
Efter grundadet den 3 februari 2006 gick klubben direkt in i den tredje högsta divisionen vid tiden för grundandet, Tercera División, den då lägsta nationella serien (lägre serier var regionella amatörserier). Den första säsongen placerade klubben sig på en andraplats i gruppen Zona Centro 01 i Torneo Apertura och en tredjeplats i gruppen Zona Centro 01 i Torneo Clausura, vilket gjorde att klubben missade slutspel i båda fallen. Säsongen därefter kom klubben på plats fem av fjorton i gruppen Zona Centro-Sur och lyckades därmed kvalificera sig för slutspel. I slutspelet ställdes Provincial Talagante mot Linares Unido där de åkte ut i ett dubbelmöte efter 5-3 totalt. Säsongen därefter, 2008, åkte klubben ur Tercera División. Hela Tercera División skulle göras om och antalet lag skulle minska. Det började dock bra - de vann sin grupp i den första omgången (åtta lag deltog, varav de fem sista spelade om nedflyttning) och kvalificerade sig därmed för den andra omgången. I den andra omgången mötte de Magallanes i ett dubbelmöte och åkte ut efter straffsparksläggning. De gick därmed vidare till en nedflyttningsgrupp, bestående av sex lag. De tre sista lagen i den divisionen flyttas ner till den nya Tercera B, medan de tre främsta får fortsätta i Tercera A. Provincial Talagante kom fyra och flyttades således ner.
Säsongen 2008 spelade även Provincial Talagante i Copa Chile för första gången. Där gick de vidare från kvalomgången efter seger över Barnechea i kvalomgången. De ställdes därefter i den första omgången mot Unión San Felipe från den näst högsta divisionen och gick vidare på straffsparksläggning. I omgången efter ställdes de mot Deportes Melipilla, som är Provinincial Talagantes största rivaler och var vid den tiden även ett lag från den högsta divisionen. Där åkte Provincial Talagante ut efter en 1-3-förlust.
Under säsongen 2009 spelade alltså Provincial Talagante i Tercera B, som för den säsongen bestod av 18 lag uppdelade i två grupper där de fyra främsta lagen i varje grupp gick vidare till ett slutspel, där de två främsta gick upp i Tercera A och de två näst främsta gick till uppflyttningskval. Provincial Talagante slutade på andraplats i sin grupp och gick därmed till slutspel. I slutspelet ställdes de mot Deportes Cerro Navia, där Provincial Talagante till slut vann efter 7-3 totalt över två matcher. De ställdes därefter i en semifinal mot Municipal La Pintana där de åkte ut efter 4-3 totalt. Detta innebär att de blev topp-4, men inte topp-2, och kvalificerade sig därmed för kvalspel. Där ställdes de mot Municipal Mejillones och vann även den första matchen med 2-1. Det blev samma resultat matchen efter, men denna gång till Municipal Mejillones, vilket innebar 3-3 totalt och en efterföljande straffsparksläggning som Mejillones vann med 4-3. Provincial Talagante erbjöds dock en plats i Tercera A efter att klubben AGC dragit sig ur divisionen. Provincial Talagante flyttades följaktligen upp inför säsongen 2010 ändå.
I Tercera A har klubben varit ett mittenlag sedan dess: 2010 kom klubben fyra i sin grupp och gick till uppflyttningsserien där klubben slutade sist av åtta lag och 2011 hamnade klubben på sjätteplats i sin grupp och gick till en nedflyttningsserie som klubben till slut vann.

### Fotnoter
1. ↑  RSSSF.com Chile 06
2. ↑  RSSSF.com Chile 07
3. 1 2  RSSSF.com Chile 08
4. ↑  RSSSF.com Chile 09